# Патиланско царство
„Патиланско царство“ е български 20-сериен телевизионен игрален филм (семеен, детски) от 1980 година под режисурата и по сценарий на Бистра Атанасова. Оператори са Телериг Коларов, Христо Обрешков, Димитър Владов, Йордан Йорданов. Музиката във филма е композирана от Александър Райчев. Базиран е по поредица книжки на Ран Босилек.

## Актьорски състав
- Стоянка Мутафова – Баба Цоцолана
- Ясен Василев-Милевин – Патиланчо
- Ралица Трифонова
- Димитър Коцев
- Александра Ливен
- Яна Гунова
- Теодор Вълчев
- Милена Атанасова – Станка
- Людмила Краева
- Георги Парцалев – Захари
- Атанас Гунов
- Антон Карастоянов
- Константин Коцев
- Ани Дамянова
- Петър Слабаков
- Кина Дашева
- Светослав Зайцаров
- Боян Цветков
- Миладина Монова
- Зорина Коцева